# 馳平啓樹
馳平 啓樹（はせひら ひろき、1979年（昭和54年）6月10日－）は、日本の小説家。奈良県出身。

## 経歴
京都大学法学部卒業。大阪文学学校在籍中の2011年、「きんのじ」で第113回文學界新人賞を受賞。

## 作品

### 単行本
- 『靴下とコスモス』（惑星と口笛ブックス　2021年10月）

- 『かがやき』（水窓出版　2019年9月）

　　「きんのじ」（『文學界』2011年12月号）
　　「クチナシ」（『文學界』2012年11月号）
　　「かがやき」（『文學界』2016年1月号）
　　「梨の味」（書き下ろし）
- 『ありがとうとだけ伝えて』（文芸社　自費出版　2008年2月）

### 雑誌掲載
- 「春寒」（『文學界』2012年2月号）
- 「曖昧な風が吹いてくる」（『文學界』2012年7月号）
- 「三千階段」（『文學界』2013年8月号）
- 「出国」（『文學界』2014年5月号）
- 「自由の国」（『文學界』2015年5月号）
- 「音を失くす」（『三田文学』2015年秋季号）
- 「毛沢東の家」（『文學界』2017年2月号）